# 달의 여인
달의 여인(Frau im Mond, Woman in the Moon)은 독일에서 제작된 프리츠 랑 감독의 1929년 코미디, 드라마, 멜로/로맨스 영화이다. 클라우스 폴 등이 주연으로 출연하였다.

## 출연
- 클라우스 폴
- 빌리 프리치
- 구스타프 폰 방겐하임